# ARC 7 de Agosto (PZE-47)

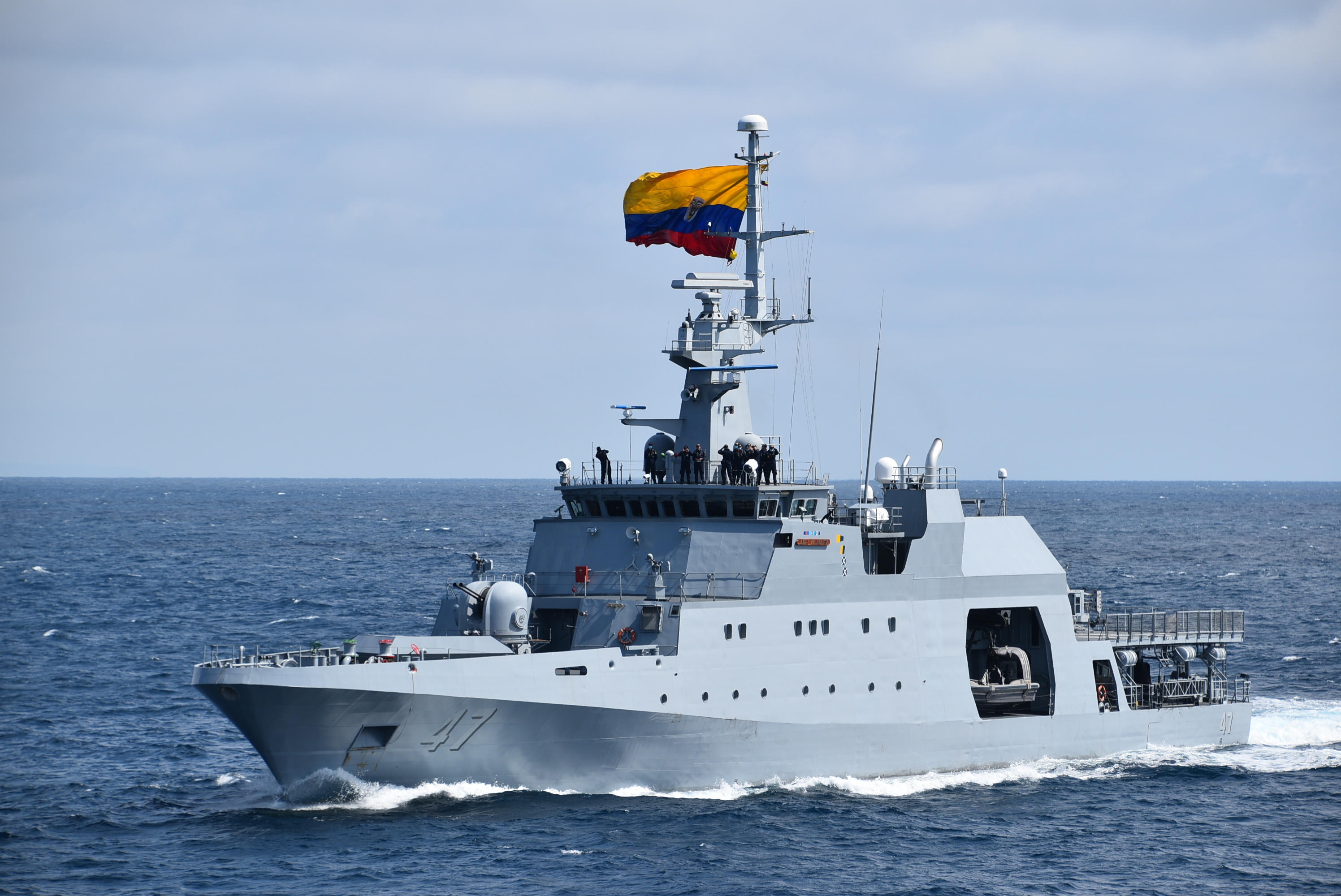
ARC 7 de Agosto en un ejercicio de entrenamiento para UNITAS LXI en Ecuador, el 4 de noviembre de 2020.

El ARC 7 de Agosto (PZE-47) es el segundo buque patrullero de zona económica exclusiva de la Armada de la República de Colombia incorporado en el 2014. Tendrá como principales misiones, efectuar tareas de soberanía, búsqueda y rescate, atención de desastres, ayuda humanitaria, lucha contra el narcotráfico y protección de los recursos naturales.
Es la segunda unidad es de la clase Fassmer-80, construido en Cartagena, Colombia, bajo licencia. La compañía alemana Fassmer vende la licencia a nivel mundial de este modelo. Es un OPV (Offshore Patrol Vessel), similar a otros construidos bajo la licencia Fassmer.

## Historia
Esta es la segunda unidad de la Armada que lleva este nombre, siendo la primera el destructor ARC “7 de agosto", construido en 1954 en Suecia, permaneciendo activo durante 22 años.
Fue bautizada con el nombre “7 de agosto", en homenaje a la Fiesta Patria que conmemora la Batalla de Boyacá en el año de 1819, evento que permitió la consolidación de la campaña de los Andes y  el nacimiento de la República.
La Armada Nacional dentro del llamado Proyecto Orión, en el que se debe continuar con el desarrollo del componente de Guardacostas, con estos fines, el Ministerio de Defensa Nacional y Armada Nacional celebraron un contrato con COTECMAR, para el Licenciamiento de los diseños y la ingeniería básica, desarrollo de la ingeniería de detalle, construcción, pruebas y puesta en servicio de un buque tipo Patrullero de mediano porte.
En 2008 con las graves amenazas regionales, se decidió cambiar el tipo de nave por un PZEE (patrullero de zona económica exclusiva).
COTECMAR a su vez y luego de un proceso donde ofertaron varios constructores internacionales escogió como plataforma la clase OPV Fassmer 80. 
La Armada de Colombia modificó en algunos aspectos el diseño original, con el propósito de hacerlo más flexible operacionalmente, adaptándolo eficientemente a las necesidades de la Armada Nacional y haciendo de él básicamente una excelente plataforma de interdicción capaz de cumplir múltiples tareas en un rango misional hasta conflictos de baja intensidad.

## Misión y Operaciones
Desarrollar operaciones navales con el propósito de contribuir a garantizar la defensa, la seguridad y la protección en la jurisdicción marítima de la fuerza naval del Caribe. Las operaciones a las que puede ser asignadas son:
- Interdicción marítima.
- Vigilancia de la soberanía.
- Atención de desastres.
- Protección del medio ambiente.
- Guerra de superficie en conflictos de baja intensidad.
- Transporte de personal.
- Transporte de carga.
- Inteligencia técnica.
- Plataforma aeronaval en condición N.V.G.

El 8 de agosto de 2015 el buque llegó al Golfo de Aden para incorporarse a la operación Atalanta, integrándose a la Fuerza Naval de la Unión Europea que opera allí contra la piratería.